# Абдулаев, Леча Шарипович
Ле́ча (Ле́чи) Шари́пович Абдула́ев (род. 15 февраля 1953) — чеченский писатель, поэт, публицист, переводчик, член Союзов писателей Чечни и России, член Союзов журналистов Чечни и России, Народный поэт Чеченской Республики, почётный профессор Чеченского государственного университета, Заслуженный журналист Чеченской Республики.

## Биография
Родился в Средней Азии в годы депортации. После реабилитации репрессированных народов, в 1957 году вернулся в родовое село Катыр-Юрт. В 1970 году окончил школу. Впоследствии окончил национальное отделение историко-филологического факультета Чечено-Ингушского государственного университета.
После окончания университета работал преподавателем родного языка и литературы в родном селе, затем журналистом в Ачхой-Мартановской районной газете «Ленинское знамя». За нежелание писать материалы на русском языке был обвинён в национализме и антисоветской пропаганде и изгнан из редакции. Через некоторое время начал работать в газете Грозненского района «Заветы Ильича», откуда также был уволен под тем же предлогом. После распада СССР стал главным редактором газеты «Ленинан некъ»,  которая с конца 1980-х годов стала называться «Даймохком» (с чеч. — «Отечество»). С первого дня возрождения газеты «Даймохк» является её главным редактором.

## Творческая деятельность
Стихи начал писать в школьные годы. Однако всерьёз начал заниматься поэзией только в университете, где вступил в клуб молодых литераторов «Прометей». Его первым опубликованным произведением стало стихотворение «Зелимхан», увидевшее свет в 1976 году в районной газете «Ленинское знамя». После этого его стихи регулярно появлялись в местных газетах и журналах, коллективных сборниках молодых литераторов. Также им было издано несколько сборников собственных стихов.
Перевёл на чеченский язык «Маленького принца» Антуана де Сент-Экзюпери, множество стихов русских и европейских поэтов.

## Награды и звания
- Народный поэт Чеченской Республики;
- Почётный профессор Чеченского государственного университета;
- Заслуженный журналист Чеченской Республики;
- Лауреат республиканской премии «Серебряная сова».